# Tituly a vyznamenání Edwarda Kennedyho

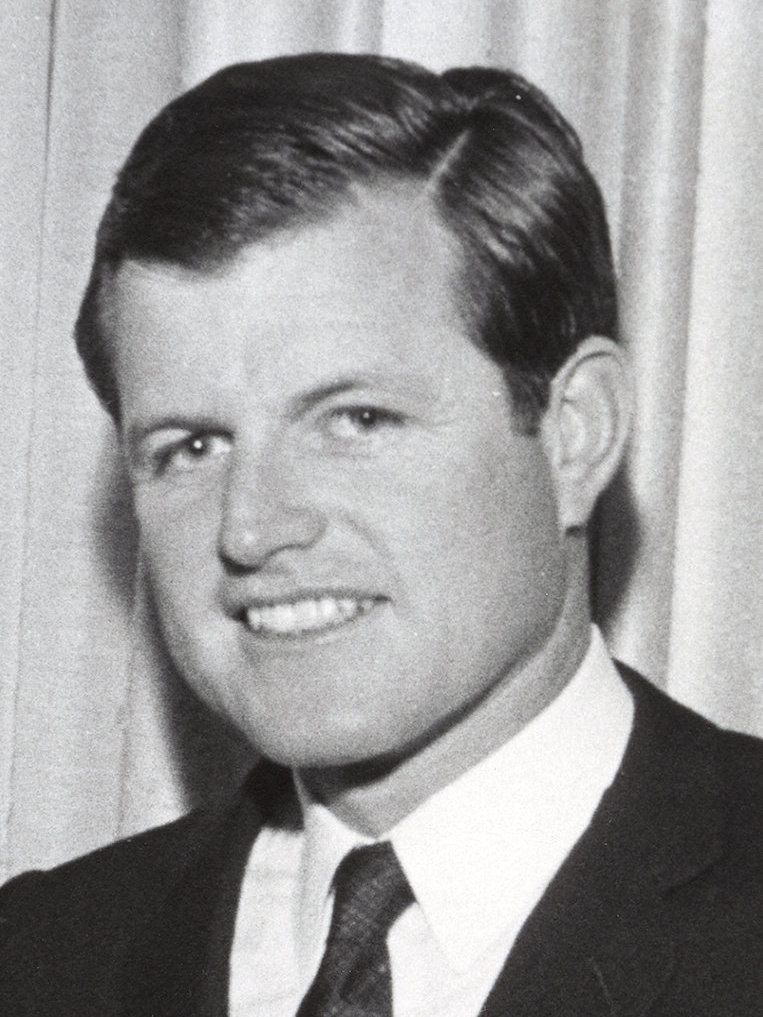
Edward Kennedy v roce 1967

Americký senátor Edward Moore „Ted“ Kennedy obdržel během svého života řadu amerických i zahraničních ocenění a akademických titulů.

## Vyznamenání

### Americká vyznamenání
- Freedom Medal – 1999[1]
- Prezidentská medaile svobody – 30. července 2009 – udělil prezident Barack Obama[2]

### Zahraniční vyznamenání
- Chile
  -  velkokříž Řádu za zásluhy – 23. září 2008 – udělila prezidentka Michelle Bacheletová za jeho oddanost otázce lidských práv a jeho podporu Chilanů během let, kdy byl v Chile u moci vojenský režim[3][4][5]
- Jižní Afrika
  -  Řád společníků O. R. Tamba ve zlatě in memorian – 27. dubna 2012 – nebojácný oponent apartheidu, otevřený kritik apartheidu a neúnavný bojovník za zavedení sankcí proti apartheidnímu režimu a za jeho vynikající přínos k boji za dosažení rasově nesegregované, svobodné a demokratické Jihoafrické republiky[6][7]
- Mexiko
  -  šerpa Řádu aztéckého orla – červenec 2008 – za jeho podporu práv přistěhovalců[8]
- Spojené království
  -  čestný rytíř-komandér Řádu britského impéria – Spojené království, 4. března 2009 – Během své řeči v Kongresu dne 4. března 2009 oznámil britský předseda vlády Gordon Brown, že byl Kennedymu královnou Alžbětou II. udělen čestný rytířský titul za jeho práci během mírových jednání v Severním Irsku a za jeho přínos k britsko-americkým vztahům.[9] Občanům USA může být udělen pouze čestný titul, který nedává nositeli právo užívat titul Sir, ale oceněná osoba může mimo území Spojených států amerických za svým jménem používat postnominální písmena KBE. Kennedy vydal prohlášení, že je „hluboce vděčný” za tuto „mimořádnou čest”. Své ocenění hodnotil slovy: „Vždy jsem si cenil možnosti spolupracovat s britskou vládou a posilovat a prohlubovat roli obou zemí jakožto předních světových majáků demokracie. Takže mě tato pocta dojímá a je pro mě osobní – odraz nejen mého veřejného života, ale i věcí, na kterých mi, jakožto jednotlivci, hluboce záleží.”[pozn. 1] Ve Spojeném království udělení tohoto titulu vyvolalo kontroverzi, kvůli spojení Kennedyho s Gerry Adamsem, irským republikánským politikem a předsedou strany Sinn Féin.[10][11][12]

### Ostatní ocenění
- v roce 1997 byl Kennedy vyhlášen časopisem Irish America Američanem irského původu roku
- George Bush Award for Excellence in Public Service – 2003 – udělil bývalý prezident George H. W. Bush
- Lifetime Achievement Award – National Association of Public Hospitals and Health Systems, 2006[13]
- Esperanza Leadership Award – 2007 – za své úsilí o komplexní přistěhovaleckou reformu
- U. S. Senator John Heinz Award – 2009[14]
- John F. Kennedy Profile in Courage Awards – 8. března 2009[15]
- Cancer Compassion Award – George Washington University Medical Center, 25. dubna 2009[16]
- Nansenova cena – Úřad Vysokého komisaře OSN pro uprchlíky, 15. září 2009 – tři týdny po Kennedyho smrti bylo ohlášeno jeho ocenění Nansenovou cenou za jeho úspěchy jako bezkonkurenčního mistra v ochraně uprchlíků a pomoci poskytované více než 45 let[17]

## Akademické tituly

### Doctor honoris causa
- doctor honoris causa Assumption College, Worcester, Massachusetts – 1964
- doctor honoris causa Stonehill College, North Easton, Massachusetts – 1964
- doctor honoris causa Saint Dunstan's University. Charlottetown, Ostrov prince Edvarda, Kanada – 1964
- doctor honoris causa práva Boston College – 1966[18]
- Litterarum humanarum doctor Saint Peter's University, Jersey City, New Jersey – 1967
- doctor honoris causa University of Massachusetts Amherst, Amherst, Massachusetts – 1969
- doctor honoris causa práva Babson College, Wellesley, Massachusetts – 1970[19]
- doctor honoris causa práva Syracuse University, Syracuse, New York – 1973[20]
- doctor honoris causa práva College of the Holy Cross, Worcester, Massachusetts – 1977[21]
- doctor honoris causa práva Bentley University, Waltham, Massachusetts – 2000[22]
- doctor honoris causa Springfield College, Springfield, Massachusetts – 2006[23]
- doctor honoris causa práva Harvardova univerzita – rektor univerzity Drew Gilpin Faust se rozhodl Kennedyho ocenit na zvláštním ceremoniálu poté, co musel být původní termín odložen kvůli Kennedyho zdravotnímu stavu. Stal se tak teprve čtvrtým člověkem v historii univerzity, kterému se dostalo tohoto speciálního ceremoniálu. Před ním to byli George Washington, Winston Churchill a Nelson Mandela.